# Romani Rose
Romani Rose (ur. 20 sierpnia 1946 w Heidelbergu) – przedsiębiorca i działacz romski, który stracił trzynastu krewnych podczas Porajmosu (eksterminacji Romów). Od 1982 przewodniczący Centralnej Rady Niemieckich Sinti i Romów, od 2006 członek Międzynarodowej Rady Oświęcimskiej.

## Życiorys
Urodził się 20 sierpnia 1946 w Heidelbergu jako syn przedsiębiorcy kinowego. Do 1982 samodzielnie prowadził działalność biznesową. W trakcie tworzenia Centralnej Rady Niemieckich Sinti i Romów (niem. Zentralrat Deutscher Sinti und Roma) w 1982 został wybrany na stanowisko przewodniczącego przez delegatów dziewięciu organizacji członkowskich. W 1991 Rose przejął kierownictwo Dokumentations- und Kulturzentrum Deutscher Sinti und Roma w Heidelbergu.
Wraz z przewodniczącymi mniejszości narodowych w Niemczech Rose przewodzi Radzie Mniejszości (Minderheitenrat), która powstała 9 września 2004. Jest to związek zrzeszający organizacje patronackie czterech mniejszości narodowych, które należą do narodu niemieckiego i zawsze były rezydentami i autochtonami: Domowina Łużyczan, Rada Fryzyjska, Stowarzyszenie mniejszości duńskiej w Szlezwiku Południowym oraz Centralna Rada Niemieckich Sinti i Romów. Wraz z delegatami mniejszości z USA, Meksyku, Argentyny, Japonii, Indii, Sri Lanki, Francji i Holandii, Rose jest również członkiem komitetu zarządzającego Międzynarodowego Ruchu Przeciw Dyskryminacji i Rasizmowi (IMADR) założonego w Tokio w 1988. Przed zaangażowaniem się społecznie pracował jako samozatrudniony kupiec i marszand.
Trzynastu bezpośrednich krewnych Romaniego zostało zamordowanych w obozach koncentracyjnych; dziadkowie w obozach Auschwitz i Ravensbrück. Jego ojciec, Oskar Rose, przetrwał obóz. Stryj zaś, Vincenz Rose, przeżył obóz zagłady Auschwitz, eksperymenty medyczne w obozie koncentracyjnym Natzweiler i niewolniczą pracę dla Daimler-Benz w podziemnych tunelach KZ Neckarelz/Obrigheim. W 1972 Vincenz Rose założył pierwszą samodzielną organizację niemieckich Sintów, Zentralrat Deutscher Sinti und Roma, w której pomagał wówczas niespełna 13-letni Romani Rose.

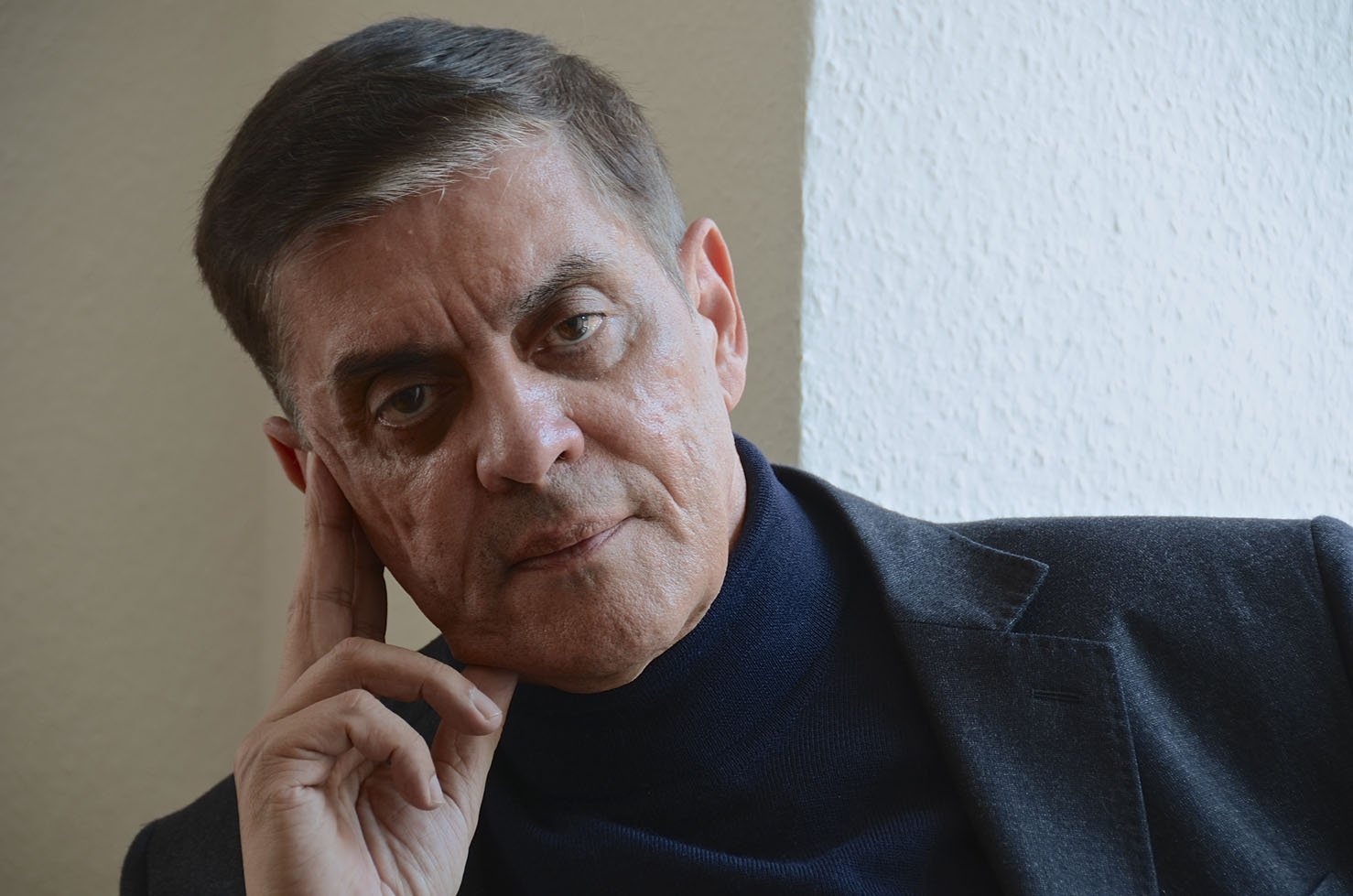
Romani Rose w 2014

Od czerwca 1979 Romani Rose prowadził prace na rzecz praw obywatelskich niemieckich Sintów i Romów na oczach niemieckiej i międzynarodowej opinii publicznej; walczył także o ich ochronę przed rasizmem i dyskryminacją, o odszkodowania dla ocalałych z Porajmosu – jednocześnie przypominając o rozmiarach i historycznym znaczeniu ludobójstwa 500 000 Sintów i Romów w okupowanej przez nazistów Europie.
W Wielkanoc 1980 miał miejsce strajk głodowy 12 Sintów, w tym Rosego, w byłym KL Dachau. Miał na celu zwrócenie międzynarodowej uwagi na ludobójstwo i zaprotestowanie przeciwko dalszemu wykorzystywaniu pozostałych po nazistach dokumentów z „rasą cygańską” przez niemiecką policję i inne władze dziesiątki lat po zakończeniu wojny
W maju 1995, we współpracy z organizacjami członkowskimi Rady Centralnej, Rose wywalczył uznanie niemieckich Sinti i Romów jako mniejszości narodowej w Niemczech, która posługuje się własnym językiem. W 2007 otworzył wystawę w siedzibie Organizacji Narodów Zjednoczonych.
W wyniku swej międzynarodowej pracy Rose, jako pierwszy przedstawiciel Sinti i Romów, został powołany 29 maja 2006 przez Rząd RP na członka Międzynarodowej Rady Oświęcimskiej.

## Odznaczenia i nagrody
W 2008 odznaczony Krzyżem Oficerskim Orderu Zasługi Republiki Federalnej Niemiec, w 2017 uhonorowany Wielkim Krzyżem za wieloletnią działalność w zakresie walki z dyskryminacją i wykluczeniem mniejszości.
2 sierpnia 2021 roku, w 77. rocznicę likwidacji Zigeunerlager w Birkenau, otrzymał nagrodę Światło Pamięci.